# Bistum Plymouth
Das Bistum Plymouth (lateinisch Dioecesis Plymuthensis, englisch Diocese of Plymouth) ist eine im Vereinigten Königreich gelegene römisch-katholische Diözese mit Sitz in Plymouth.

## Geschichte
Papst Pius IX. gründete am 29. September 1850 mit der Apostolischen Konstitution Universalis Ecclesiae – Wiederherstellung der katholischen Hierarchie in England – das Bistum aus Gebietsabtretungen des Bistums Clifton und unterstellte es dem Erzbistum Southwark als Suffraganbistum.
Von 1855 bis 1902 war William Vaughan Bischof von Plymouth. Er gilt als eigentlicher „Gründervater“ des Bistums.
Im März 2011 wurden auf den Rechnern des diözesanen Kinderschutzbeauftragten Christopher Jarvis mehr als 4000 kinderpornografische Dateien entdeckt.
Am 15. Dezember 2024 wurde Christopher Whitehead zum Bischof von Plymouth ernannt. Seine für 22. Februar 2024 geplante Bischofsweihe wurde aufgrund eines kirchenrechtlichen Verfahrens gegen Whitehead abgesagt. Das Verfahren wurde eingestellt, ohne dass ein rechtlich relevantes Fehlverhalten festgestellt wurde. Am 13. September wurde statt Whitehead Philip Moger zum neuen Bischof von Plymouth ernannt. Kurz vor seiner geplanten Amtseinführung am 9. November 2024 teilte Moger mit, dass die Einführung verschoben wird, da sich „Bedenken persönlicher Art“ ergeben hätten, denen er sofort nachgehen müsse. Am 24. Februar 2025 teilte Moger mit, dass die Prüfung länger als gedacht gedauert habe und er daher Papst Franziskus seinen Rücktritt angeboten habe, den dieser auch angenommen habe. Damit ist er nicht mehr ernannter Bischof von Plymouth.

## Territorium
Das Bistum Plymouth umfasst die Grafschaften Cornwall, Devon und Teile von Dorset und ist in die fünf Dekanate Cornwall, Dorset, Exeter, Plymouth und Torbay aufgeteilt.

## Bischöfe von Plymouth
- George Errington (27. Juni 1851 – 30. März 1855, dann Koadjutorerzbischof von Westminster)
- William Vaughan (10. Juli 1855 – 24. Oktober 1902)
- Charles Maurice Graham (25. Oktober 1902 – 16. März 1911)
- John Joseph Keily (21. April 1911 – 23. September 1928)
- John Patrick Barrett (7. Juni 1929 – 2. November 1946)
- Francis Joseph Grimshaw (2. Juni 1947 – 11. Mai 1954, dann Erzbischof von Birmingham)
- Cyril Edward Restieaux (9. April 1955 – 19. November 1985)
- Hugh Christopher Budd (19. November 1985 – 9. November 2013)
- Mark O’Toole (9. November 2013 – 27. April 2022, dann Erzbischof von Erzbistum Cardiff-Menevia)
- ernannt, keine Besitzergreifung des Bistums: Christopher Whitehead (ernannt am 15. Dezember 2023)
- ernannt, keine Besitzergreifung des Bistums: Philip Moger (ernannt am 13. September 2024)

## Statistik
| Jahr | Bevölkerung | Bevölkerung | Bevölkerung | Priester     | Priester         | Priester       | Priester               | Ständige Diakone | Ordensleute | Ordensleute | Pfarreien |
| Jahr | Katholiken  | Einwohner   | %           | Gesamtanzahl | Diözesanpriester | Ordenspriester | Katholiken je Priester | Ständige Diakone | männlich    | weiblich    | Pfarreien |
| ---- | ----------- | ----------- | ----------- | ------------ | ---------------- | -------------- | ---------------------- | ---------------- | ----------- | ----------- | --------- |
| 1950 | ?           | ?           | ?           | 202          | 118              | 84             | ?                      |                  | 84          | 1.160       | 86        |
| 1970 | 54.500      | 1.725.000   | 3,2         | 228          | 133              | 95             | 239                    |                  | 108         | 914         | 87        |
| 1980 | 61.482      | 1.768.000   | 3,5         | 168          | 95               | 73             | 365                    |                  | 95          | 690         | 87        |
| 1990 | 62.019      | 1.851.000   | 3,4         | 160          | 106              | 54             | 387                    | 3                | 76          | 356         | 88        |
| 1999 | 65.288      | 2.048.220   | 3,2         | 144          | 96               | 48             | 453                    | 12               | 67          | 190         | 128       |
| 2000 | 65.288      | 2.048.220   | 3,2         | 144          | 104              | 40             | 453                    | 20               | 58          | 198         | 92        |
| 2001 | 61.794      | 2.048.220   | 3,0         | 140          | 100              | 40             | 441                    | 19               | 52          | 170         | 92        |
| 2002 | 58.737      | 2.048.200   | 2,9         | 138          | 97               | 41             | 425                    | 20               | 55          | 163         | 96        |
| 2003 | 57.940      | 2.048.200   | 2,8         | 132          | 96               | 36             | 438                    | 22               | 50          | 142         | 96        |
| 2004 | 53.679      | 2.548.200   | 2,1         | 137          | 102              | 35             | 391                    | 24               | 51          | 139         | 95        |
| 2013 | 69.310      | 3.750.000   | 1,8         | 102          | 81               | 21             | 679                    | 34               | 28          | 90          | 63        |